# “…famous last words…”
“…famous last words…” ist das siebte Studio-Album der britischen Pop-/Rockband Supertramp. Wie beim Live-Vorgängeralbum Paris (1980) agierte die Gruppe bei der Aufnahme der Platte in ihrer klassischen Besetzung – zum fünften und letzten Mal in der Bandgeschichte. Passend zum Titel ist es das letzte Album mit dem Gründungsmitglied Roger Hodgson. Die Platte erschien im Oktober 1982 und war sehr erfolgreich.

## Beschreibung
Bei den Aufnahmen zum Album “…famous last words…”, dem bisher letzten Studioalbum, das die Band in ihrer klassischen Besetzung – Rick Davies, John Helliwell, Roger Hodgson, Bob Siebenberg und Dougie Thomson einspielte – wurden Supertramp erstmals durch Gastmusiker unterstützt: Claire Diament steuerte den Hintergrundgesang zu Hodgsons Song Don’t Leave Me Now bei, die Schwestern Ann Wilson und Nancy Wilson von der US-amerikanischen Rockband Heart sangen bei Put on Your Old Brown Shoes sowie C’est le Bon mit. Zudem sang eine Kindergruppe im Schlussteil von It’s Raining Again den englischsprachigen Kinderreim It’s Raining, It’s Pouring.
Alle Songs wurden von Davies und Hodgson geschrieben, die ihre Werke jeweils selbst sangen. Bekannteste Lieder des Albums sind It’s Raining Again, das als Single-Auskopplung in vielen Staaten Top-Ten-Status erreichte, sowie die zweite Single My Kind of Lady, die bis auf Platz 31 der US-Charts vorstieß. Weitere Singles waren die Songs Crazy, Don’t Leave Me Now und Waiting So Long.
“…famous last words…” wurde unter widrigen Umständen aufgenommen: Nach einer selbst auferlegten mehr als zweijährigen Pause kam die Band wieder zusammen. Während der 16-monatigen Aufnahmephase erkannten die Sänger und Songwriter Davies und Hodgson, dass sie sich musikalisch auseinanderentwickelt hatten. Ein Streitpunkt beider war die musikalische Ausrichtung und somit die Auswahl der Lieder, die das Album beinhalten sollte. Hodgson hatte in der Zwischenzeit über 70 Songs geschrieben. Viele seiner eher pop-orientierten Lieder scheiterten an Davies’ Veto. Dieser strebte eine weniger kommerzielle Produktion an. Davies’ 16½-minütiger Song-Epos Brother Where You Bound, ein damals entstandenes Werk über Kommunistenhatz in Kalifornien, stieß auf Hodgsons Widerstand, daher erschien es erst auf dem Nachfolge-Album Brother Where You Bound (1985), das nach Hodgsons Ausscheiden und ohne dessen Mitarbeit veröffentlicht wurde.
Roger Hodgson empfand die Aufnahmezeit als „traumatisch“ und das Ergebnis als „kleinsten gemeinsamen Nenner“ und „wenig befriedigend“, wie er sich 1983 gegenüber Musikexpress/Sounds äußerte. Die Entzweiung des einst sich kreativ ergänzenden Songwriter-Duos zeigte sich auch an der Art und Weise, wie das Album aufgenommen wurde. Großteile davon wurden in Hodgsons Unicorn Studios im kalifornischen Nevada City eingespielt und gemischt. Davies Gesangsparts hingegen wurden separat in dessen eigenen The Backyard Studios im kalifornischen Encino aufgenommen.
Der Erfolg des Albums mündete in einer ausgedehnten Welttournee (Juli–September 1983), auf der Supertramp viele Stadien füllten. Legendär ist das im September 1983 vom ZDF ausgestrahlte Konzert von München, bei dem Roger Hodgson seinen Supertramp-Abschied verkündete. Aus der Tournee ging zwar kein Live-Album hervor, jedoch besteht ein Großteil der DVD The Story So Far aus Konzertmitschnitten aus dem Jahr 1983, aufgenommen in Toronto und München.
Etwa zweieinhalb Jahre nach “…famous last words…” erschien – ohne Hodgson aufgenommen – das Album Brother Where You Bound.

## Liedliste
Das Album “…famous last words…” (Original: LP A&M 393 732-1) enthält neun Lieder. Die angegebenen Längen beziehen sich auf eine CD-Version (A&M 393 732-2) des Albums, das insgesamt 48:04 Minuten lang ist. Auf der ursprünglichen Schallplatte (LP) befinden sich die Songs 1 bis 5 auf der A-Seite und 6 bis 9 auf der B-Seite.
1. Crazy – 4:45 (Hodgson)
2. Put On Your Old Brown Shoes – 4:21 (Davies)
3. It’s Raining Again – 4:26 (Hodgson)
4. Bonnie – 5:39 (Davies)
5. Know Who You Are – 5:02 (Hodgson)
6. My Kind of Lady – 5:17 (Davies)
7. C’est le Bon – 5:34 (Hodgson)
8. Waiting So Long – 6:36 (Davies)
9. Don’t Leave Me Now – 6:24 (Hodgson)

## Besetzung
Die Band:
- Rick Davies – Keyboard, Melodica-Solo (in der Mitte von „It’s Raining Again“), Gesang
- John Helliwell – Saxophone, Gesang
- Roger Hodgson – Gitarren, Keyboard, Gesang
- Bob Siebenberg – Schlagzeug
- Dougie Thomson – Bassgitarre

Gastmusiker:
- Claire Diament – Hintergrundgesang (in Don’t Leave Me Now)
- Richard Hewson – Leitung der Streichergruppe (in Know Who You Are)
- Ann Wilson (Heart) – Hintergrundgesang (in Put On Your Old Brown Shoes und C’est le Bon)
- Nancy Wilson (Heart) – Hintergrundgesang (in Put On Your Old Brown Shoes und C’est le Bon)
- Kindergruppe – singt den englischsprachigen Kinderreim It’s Raining, It’s Pouring (im Schlussteil von It’s Raining Again)

## Aufnahme
Das Album “…famous last words…” wurde von November 1981 bis Sommer 1982 in Kalifornien in den Vereinigten Staaten hauptsächlich im Tonstudio der Unicorn in Nevada City aufgenommen und gemischt. Weitere Aufnahmen fanden in diesen Studios statt: The Backyard Studios (Encino), Rumbo Recorders (Canoga Park, Los Angeles) und Bill Schnee Studio (North Hollywood, Los Angeles). Das Mastering fand bei Mastering Lab (Hollywood, Los Angeles) statt.

## Produktion
- Produzenten: Supertramp, Peter Henderson
- Koproduzent: Russel Pope
- Toningenieur: Peter Henderson
- Toningenieur-Assistent: Norman Hall
- Techniker-Assistent: Ian „Biggles“ Lloyd-Bisley, Bud Wyatt
- Konzert-Klang-Toningenieur: Russel Pope
- Mastering: Mike Reese, Doug Sax
- Cover-Konzept: Mike Doud
- Künstlerische Leitung und Gestaltung: Mike Doud, Norman Moore
- Cover-Photographien: Jules Bates, Tom Gibson
- Äußere Cover-Photographien: Tom Gibson
- Management: Dave Margereson

## Kommerzieller Erfolg

### Chartplatzierungen

#### Album
Obwohl das Album “…famous last words…” von Musikkritikern teils negativ beurteilt wurde, verkaufte es sich weltweit sehr erfolgreich. Es platzierte sich in den deutschen, österreichischen, britischen und US-amerikanischen (Billboard) Album-Charts jeweils in den Top-10.
| ChartsChartplatzierungen       | Höchstplatzierung | Wochen |
| ------------------------------ | ----------------- | ------ |
| Deutschland (GfK)              | 1 (48 Wo.)        | 48     |
| Österreich (Ö3)                | 4 (22 Wo.)        | 22     |
| Vereinigte Staaten (Billboard) | 5 (28 Wo.)        | 28     |
| Vereinigtes Königreich (OCC)   | 6 (16 Wo.)        | 16     |

| ChartsJahrescharts (1983) | Platzierung |
| ------------------------- | ----------- |
| Deutschland (GfK)         | 6           |
| Österreich (Ö3)           | 19          |

#### Singles
Als Singleauskopplung wurde It’s Raining Again mit Bonnie ausgewählt, das sich in den US-amerikanischen Single-Charts (Billboard) in den Top-30, in den britischen Charts in den Top-20 und in den deutschen, österreichischen und schweizerischen Charts in den Top-10 platzierte.
| Jahr | Titel              | Höchstplatzierung, Gesamtwochen, AuszeichnungChartplatzierungen (Jahr, Titel, , Platzierungen, Wochen, Auszeichnungen, Anmerkungen) | Höchstplatzierung, Gesamtwochen, AuszeichnungChartplatzierungen (Jahr, Titel, , Platzierungen, Wochen, Auszeichnungen, Anmerkungen) | Höchstplatzierung, Gesamtwochen, AuszeichnungChartplatzierungen (Jahr, Titel, , Platzierungen, Wochen, Auszeichnungen, Anmerkungen) | Höchstplatzierung, Gesamtwochen, AuszeichnungChartplatzierungen (Jahr, Titel, , Platzierungen, Wochen, Auszeichnungen, Anmerkungen) | Höchstplatzierung, Gesamtwochen, AuszeichnungChartplatzierungen (Jahr, Titel, , Platzierungen, Wochen, Auszeichnungen, Anmerkungen) | Anmerkungen                                     |
| Jahr | Titel              | DE | AT | CH | UK | US | Anmerkungen                                     |
| ---- | ------------------ | --- | --- | --- | --- | --- | ----------------------------------------------- |
| 1982 | It’s Raining Again | DE3 (20 Wo.)DE | AT7 (10 Wo.)AT | CH2 (11 Wo.)CH | UK26 (12 Wo.)UK | US11 (13 Wo.)US | B-Seite: Bonnie                                 |
| 1982 | My Kind of Lady    | DE74 (2 Wo.)DE | — | — | — | US31 (12 Wo.)US | featuring Rick Davies B-Seite: Know Who You Are |

### Auszeichnungen für Musikverkäufe
| Land/Region                  | Auszeichnungen für Musikverkäufe (Land/Region, Auszeichnung, Verkäufe) | Verkäufe  |
| ---------------------------- | ---------------------------------------------------------------------- | --------- |
| Australien (ARIA)            | Platin                                                                 | 50.000    |
| Brasilien (PMB)              | Gold                                                                   | 100.000   |
| Deutschland (BVMI)           | Platin                                                                 | 500.000   |
| Frankreich (SNEP)            | Platin                                                                 | 300.000   |
| Kanada (MC)                  | Platin                                                                 | 100.000   |
| Neuseeland (RMNZ)            | Platin                                                                 | 20.000    |
| Niederlande (NVPI)           | Gold                                                                   | 50.000    |
| Vereinigte Staaten (RIAA)    | Gold                                                                   | 500.000   |
| Vereinigtes Königreich (BPI) | Gold                                                                   | 100.000   |
| Insgesamt                    | 4× Gold · 5× Platin ·                                                  | 1.720.000 |

Hauptartikel: Supertramp/Auszeichnungen für Musikverkäufe

## CD-Neuveröffentlichung
Im Jahr 2002 erschien ebenfalls vom Label A&M Records eine überarbeitete Neuauflage des Albums “…famous last words…”, deren Aufnahme von den originalen Bändern stammt. Das Büchlein ist angelehnt an die Album-Gestaltung (mit Liedtexten) der Original-CD.
Aufnahme und Produktion:
- Remastering – Sterling Sound (Manhattan, New York City, New York) – Greg Calbi und Jay Messina
- Remastering-Aufsicht – Bill Levenson
- Künstlerische Leitung – Vartan
- Cover-Gestaltung – Mike Diehl
- Produktions-Koordination – Beth Stempel